# 山高親之
山高 親之（やまたか ちかゆき）は、戦国時代の甲斐国の武将。武田氏の家臣。

## 概要
山高氏は甲斐武田氏の庶流。甲斐国巨摩郡山高郷（現・山梨県北杜市武川町山高）を領した。親之は武川衆十二騎でも随一と称されたという。
武田信虎・信玄の二代に仕え、後に信玄の弟・武田信繁配下となる。永禄4年（1561年）、第四次川中島の戦いに出陣するが、信繁はこの合戦で討死してしまう。そこで親之はその首級を敵より奪還し、信玄の下へ帰還した。信玄はこの武功を賞し、信繁の葬儀の奉行を親之に命じた。
永禄9年（1566年）、死去。父と同じく山高村の高龍寺に葬られた。